# Heteromycteris matsubarai
Heteromycteris matsubarai és un peix teleosti de la família dels soleids i de l'ordre dels pleuronectiformes.

## Distribució geogràfica
Es troba des de les costes del Japó fins a les de la Mar de la Xina Meridional.